# 皇后戲院

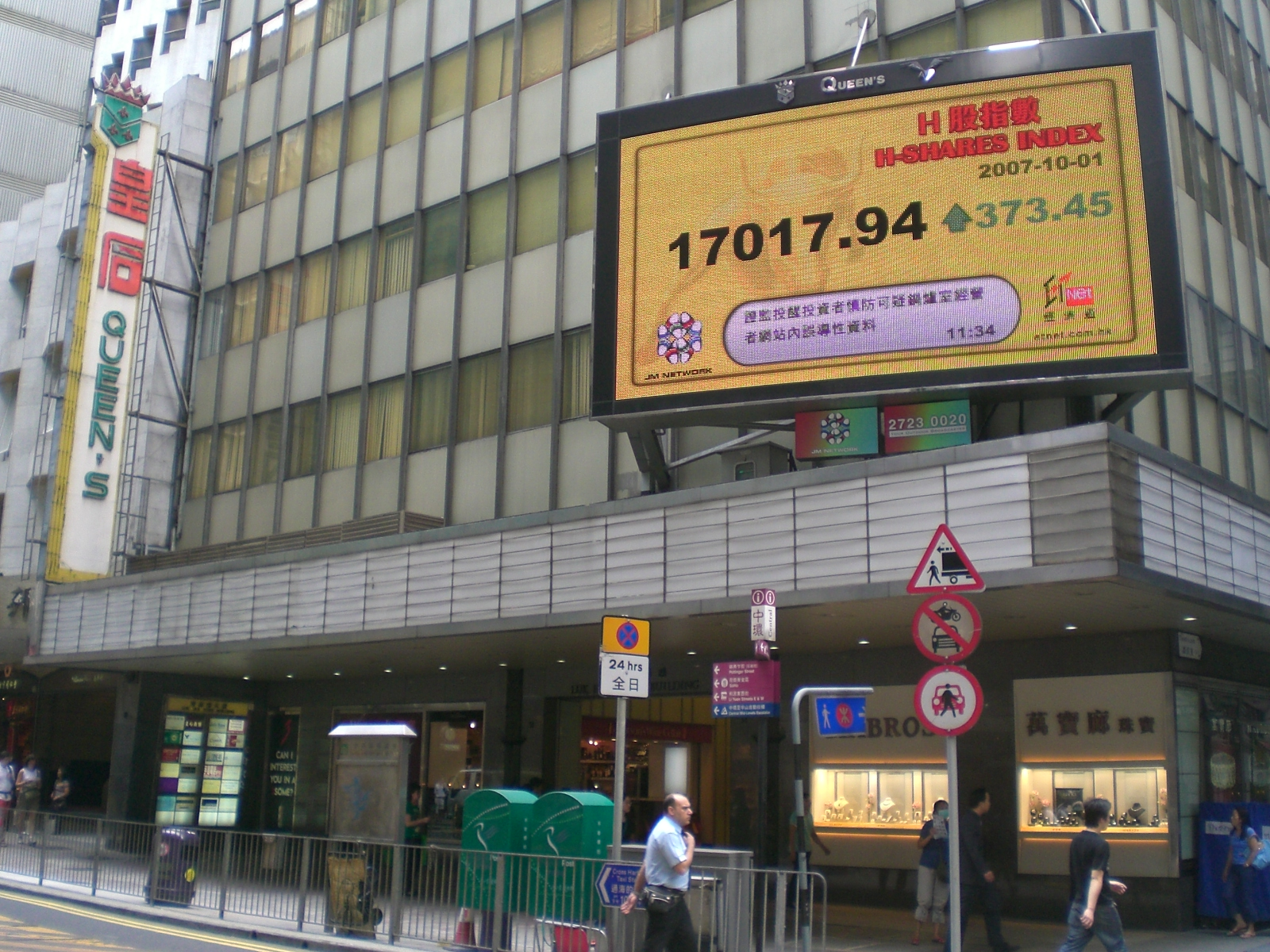
皇后戲院外牆

皇后戲院（1924年-2007年9月30日）是香港已結業的戲院，位處中環皇后大道中31號陸海通大廈。

## 歷史
皇后戲院原名香港映畫戲院，1911年建成，曾經租借附近華人行的前身高等法院的場地，作為戲院分院。1924年，該院改名為皇后戲院。
在香港日治時期，皇后戲院改名為明治劇場。香港重光後，皇后戲院於1945年9月開後，運作至1958年7月重建。
新址重建為陸海通大廈，建於1961年7月，新的皇后戲院由原來1200座位變成902座位。而戲院商場的第一個租客是已故影星張國榮的父親張活海，他是一位著名的洋服師傅。
陸海通大廈面向皇后大道中的商場出口，有一片碑石陳列著公司歷史簡介，兼放置有兩位公司創辦人的半身頭像，他們是陳任國和陳符祥。現稱陸海通有限公司的前身，「陸海通」公司成立於1924年，皇后戲院是其中之一的業務，其他還有陸海通旅館、彌敦酒店、陸海通藥房、陸海通人壽保險、六國飯店、夏蕙餐廳、皇都戲院、屯門容龍別墅等。
1995年，皇后戲院取消堂座，樓座則變成迷你戲院。2007年9月30日，皇后戲院以《色戒》作結業前最後放映的影片，結束其82年的歷史。

## 以其命名事物
- 戲院里

## 交通
- 中環站

## 相關
- 電影《色戒》：2007年9月30日 皇后戲院尾場。
- 伍舜德：廣東省台山縣人，香港陸海通前總經理，香港美心(Maxim)食品有限公司前董事長兼總經理，其後人包括伍淑清和伍偉國等。

## 鄰近
- 蘭桂坊
- 娛樂行
- 連卡佛大廈
- 萬邦行
- 雲咸街
- 威靈頓街

## 外部連結
- 戲院誌: 皇后戲院和陸海通大廈 （页面存档备份，存于）
- 蘋果日報: 皇后末路
- 明報: 皇后戲院百年光影，2007年9月30日告終 （页面存档备份，存于）
- 亞視新聞: 有82年歷史的皇后戲院，最後一日營業皇后戲院[永久]
- 頭條日報: 皇后戲院於2007年9月30日結束，曾經渡過82年歷史 （页面存档备份，存于）
- 當年的皇后戲院 （页面存档备份，存于）
- 香港電影資料館 - 皇后戲院憶舊 （页面存档备份，存于）